# San Mateo Mexicaltzingo
San Mateo Mexicaltzingo es una localidad del Estado de México, cabecera del Municipio de Mexicaltzingo. En el censo de 2020 estaba poblada por 10 854 habitantes.

## Historia
La población de Mexicaltzingo fue fundada en 1475 por el imperio mexica, su nombre significa «lugar donde habitan los mexicas» en náhuatl. Tras la Conquista de México la localidad fue renombrada San Mateo Mexicaltzingo, en honor a Mateo el Evangelista. En 1869 se creó el Municipio de Mexicaltzingo, con cabecera en la localidad de San Mateo Mexicaltzingo.